# Today (NBC)
Pour les articles homonymes, voir Today.
Today, également connue sous le nom The Today Show, est une émission de télévision matinale américaine, diffusée depuis le 14 janvier 1952 sur le réseau NBC. Elle fait partie de la plus grande longévité du paysage audiovisuel américain, après Meet the Press, CBS Evening News, Music & the Spoken Word et Hallmark Hall of Fame.
L'émission est diffusée depuis les studios 1A du Rockfeller Plaza, à New York, entre 7 h et 11 h, en direct pour la côte est et en différé pour le reste du territoire des États-Unis. Ses présentatrices titulaires sont Savannah Guthrie (en) et Hoda Kotb pour les deux premières heures d'émission.
En ouverture d'émission, une voix off annonce : « From NBC News, this is Today with [nom du premier présentateur par ordre d'ancienneté] and [nom du second présentateur par ordre d'ancienneté]. Live from Studio 1A in Rockfeller Plaza.»
C'est la matinale télévisée la plus suivie des États-Unis avec une moyenne de 5 millions de téléspectateurs par jour.

## Histoire
Depuis 1975, Today doit faire face à une concurrence accrue comme Good Morning America sur ABC, CBS This Morning sur CBS ou bien Fox Business Network sur Fox News Channel. Depuis 1998, Today redevient première matinale des États-Unis en termes d'audiences (en moyenne entre 4 et 5 millions de téléspectateurs).
En 1987, Today est diffusé le week-end.
L’émission doit faire face aux pressions de ses propriétaires. Elle a par exemple refusé d'évoquer dans un reportage consacré au boycottage la campagne menée par INFACT contre General Electric, propriétaire du réseau NBC. Quand le directeur de National Boycott News insista, il se vit répondre par un des producteurs de Today : « Si je faisais cela, il me faudrait chercher un nouveau job dès demain... ».

## Identité visuelle

Logos de Today
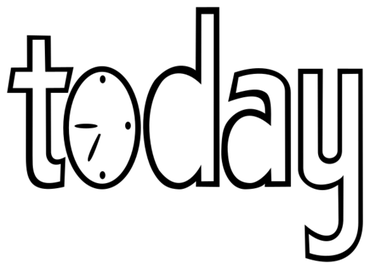
Logo original de l'émission.
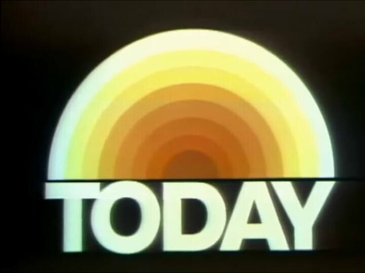
Logo en 1974.
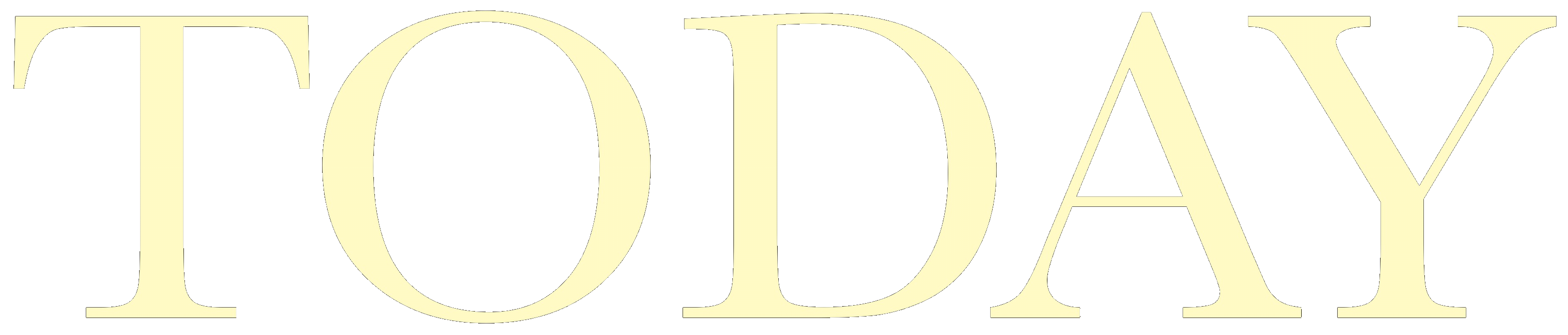
Logo de 1986 à 1989.
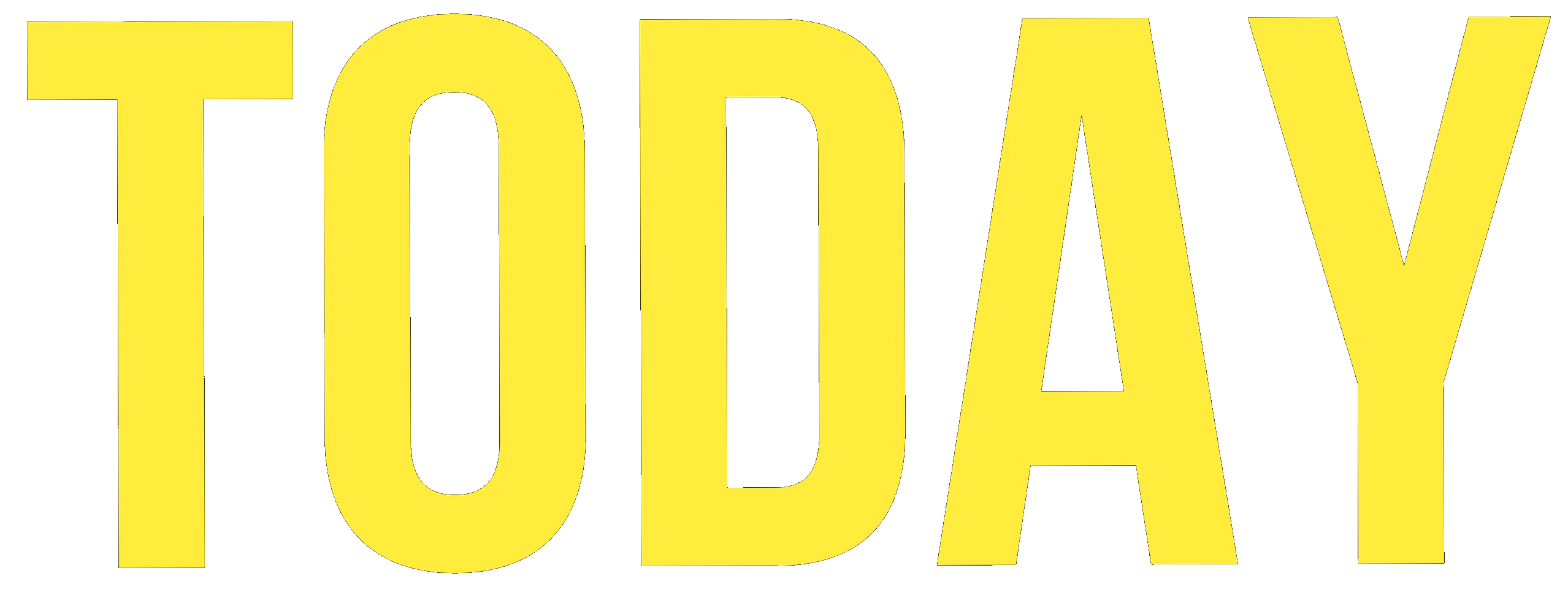
Logo de 1989 à 1998.
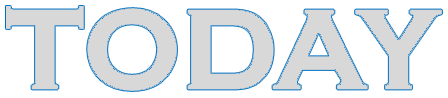
Logo de 2001 à 2004.
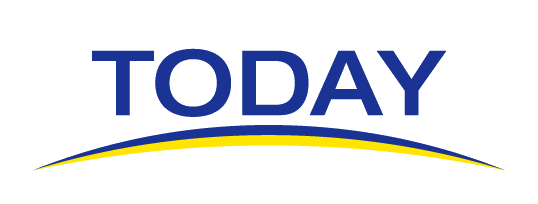
Logo de 2004 à 2012.
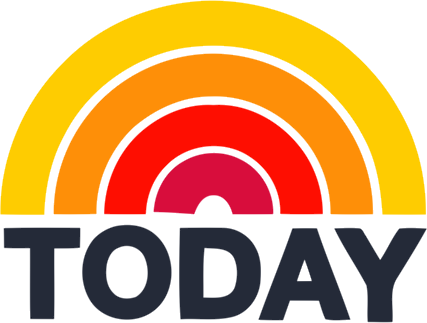
Logo de 2009 à 2013.
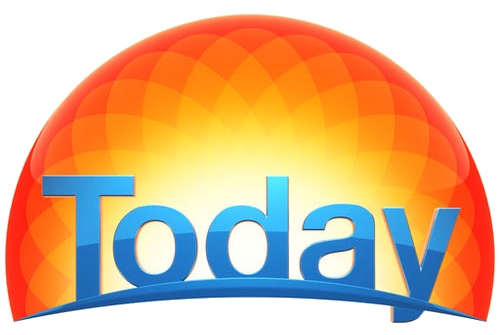
Logo de 2012 à 2016.
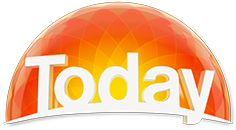
Logo de 2016 à 2019.
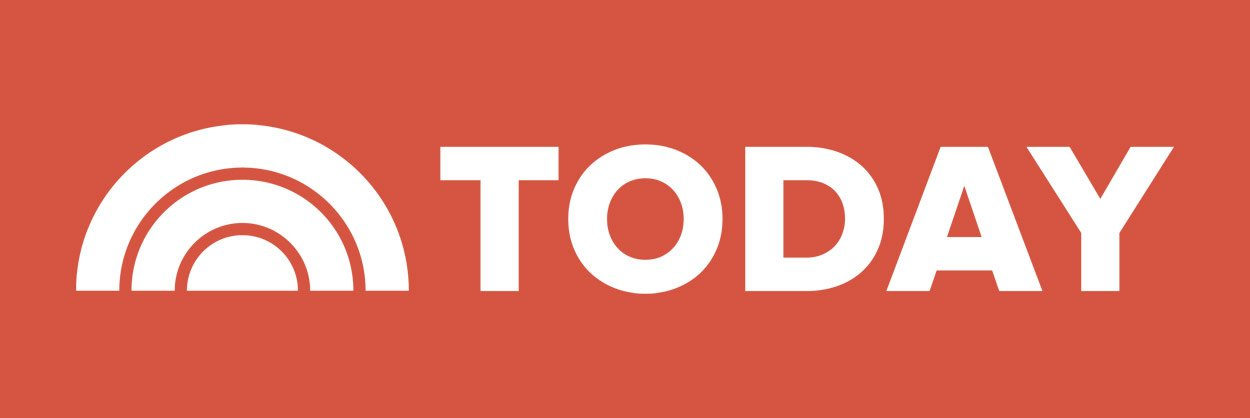
Logo en 2021.

## Présentation

### En semaine
L'émission dure 4 heures et est divisée en 3 émissions.
| Horaire   | Émission                  | Présentateur(s)                                                             |
| --------- | ------------------------- | --------------------------------------------------------------------------- |
| 7h - 9h   | Today                     | Savannah Guthrie (en) Hoda Kotb Al Roker (en) Craig Melvin (en) Carson Daly |
| 9h - 10h  | 3rd Hour Today            | Al Roker (en) Craig Melvin (en) Sheinelle Jones (en) Dylan Dreyer (en)      |
| 10h - 11h | Today with Hoda and Jenna | Hoda Kotb Jenna Bush Hager                                                  |

Entre 1997 et 2017, Matt Lauer a été le présentateur vedette de Today. Depuis son arrivée, il partagea l'antenne avec quatre femmes : Katie Couric (1991-2006), Meredith Vieira (2006-2011), Ann Curry (2011-2012) et Savannah Guthrie (en) (depuis 2012). Le 29 novembre 2017, dans le contexte des révélations qui suivent l'affaire Harvey Weinstein, Matt Lauer, est accusé d’un « comportement sexuel inapproprié » et licencié par NBC. Il est remplacé par Hoda Kotb qui deviendra après une période d'intérim titulaire à ce poste. Son limogeage a été annoncé en direct le matin même par sa collègue Savannah Guthrie. C'était le journaliste le mieux payé de la chaîne avec un contrat qui lui garantissait 25 millions de dollars par an.
Entre 2000 et 2017, la troisième heure du show était intitulée Today's Take. Elle a été présentée depuis sa création par Al Roker (en), qui partagea l'antenne avec la présentatrice des informations de Today, Ann Curry, entre 2000 et 2011, et Natalie Morales, entre 2008 et 2016. En 2012, l'émission est remaniée et co-présentée par 3 animateurs : Al Rocker, Nathalie Morales et Willie Geist (en). En 2014, Tamron Hall (en) rejoint l'équipe. En 2016, Nathalie Morales et Willie Geist quittent l'émission, elle, partant présenter Today sur la côté ouest, et, lui, promu à la présentation solo de Today le dimanche. Ce dernier sera remplacé un temps par Billy Bush, qui finira par être suspendu par NBC quelques mois après son arrivée en raison d'une polémique en pleine campagne présidentielle 2016 liée à des propos sexuels déplacés tenus par Donald Trump dans son ancienne émission Access Hollywood en 2005. Début 2017, la chaîne annonce la suppression de Today's Take en septembre de la même année. Tamron Hall, apprenant la nouvelle quelques minutes seulement avant le direct, décide de quitter l'émission en février, quelques jours après l'annonce. L'émission sera assurée jusqu'à la fin par Al Rocker, Sheinelle Jones (en) et Dylan Dreyer (en), respectivement co-présentatrice et spécialiste météo de Today le samedi. Depuis le 22 septembre 2017, c'est Megyn Kelly qui assure l'animation de la troisième heure du show.
En janvier 2007, NBC annonce que Today sera allongé d'une heure supplémentaire, jusqu'à 11 h. Cette nouvelle tranche horaire sera intitulée Today with Kathie Lee and Hoda et présentée par Kathie Lee Gifford et Hoda Kotb. Cette émission est axée sur le divertissement, la mode et s'adresse à un public principalement féminin.
Présent depuis 1996 dans Today, Al Roker (en) est le doyen de cette émission. Il est devenu aujourd'hui la figure de la matinale de NBC et remplit bien plus que sa fonction de présentateur météo. Il participe aux interviews des invités, prend part aux différentes chroniques de l'émission comme la rubrique culinaire et la rubrique culture, et, d'une manière plus générale, contribue grandement à l'animation et la convivialité du Today Show.

### Week-end
Le samedi, Weekend Today est présenté entre 7 h et 9 h par Sheinelle Jones (en) et Craig Melvin (en).
Le dimanche, Sunday Today with Willie Geist est présenté entre 7 h et 8 h par Willie Geist (en).
La météo est assurée par Dylan Dreyer durant tout le week-end.

## Déclinaisons
- Later Today (1999-2000)
- Today's Take (2000 - 2017)
- Early Today (depuis 1999)
- Weekend Today (depuis 1987)
- Today with Kathie Lee and Hoda (depuis 2007)